# 大矢雅彦
大矢 雅彦（おおや まさひこ、1923年5月1日 - 2005年3月3日）は、日本の地理学者（自然地理学）。早稲田大学名誉教授。葛飾区郷土と天文の博物館名誉館長。愛知県名古屋市出身。

## 略歴
- 1951年 名古屋大学文学部史学科地理学専修卒業
- 1952年 名古屋大学大学院中退
- 1958年 東京大学理学部大学院修了
- 1959年 建設技官、建設省地理調査所、国土地理院
- 1964年 愛知県立女子大学助教授、教授
- 1966年 早稲田大学教育学部助教授
- 1970年 早稲田大学教育学部教授
- 1976年 旧・東京都立大学より理学博士の学位を取得。科学技術庁資源調査会専門委員、財団法人資源科学研究所研究員・嘱託、文部省学術審議会専門委員、国連短期職員、国際協力事業団防災技術セミナー講師、株式会社日本建設コンサルタント技術顧問を兼務
- 1994年 早稲田大学定年退職。
- 1997年 葛飾区郷土と天文の博物館名誉館長
- 2005年 3月3日逝去

## 受賞
- 1994年 日本地理学会永年会員功労賞
- 2000年 勲三等瑞宝章

## 活動
- 河川周辺の地形形成の研究や自然災害、特に水害に関する研究論文が多く発表されている。研究対象となっている場所は木曽川、利根川、筑後川、木津川などの日本の河川を始めとして、カガヤン川（フィリピン)、ジャムナ川(バングラデシュ)、など東南アジアの河川など幅広い。また中国、韓国やヨーロッパなども研究対象となっている。
- 1955年（昭和30年）、総理府資源調査会で調査・刊行された『水害地域に関する調査研究』で大矢が作成した「木曽川流域濃尾平野水害地形分類図」[1]で示した地形学的、河川工学的観点から分析した水害予測と、1959年（昭和34年）の伊勢湾台風での実際の被害地域が一致したことから国会でも取り上げられた結果[2]、国土地理院において「土地条件図」として全国的に作成が進んだ[3]。現在に至るハザードマップの重要性を示した最初の事例とされる。
- 博士論文は、「地形分類を基礎とした河成平野の比較研究」（『地理学評論』50(1)pp.1-31、1977）である。これにより東京都立大学から理学博士の学位を授与された。
- 研究論文に目を通すと、大矢の地形学への貢献は水害地形分類図の作成というのが大きいと考えられる。方法としては平野を扇状地、自然堤防、三角州などに地形分類し、その土地に洪水が起こった場合どのような状況になるのかを推測するというものである。伊勢湾台風以降重視されているものである。近年では堤防の点検強化ということが叫ばれており、調査として阿賀野川の堤防の漏水調査というのが行われた。調査方法としては、まず写真判読によって旧河道を明瞭なものと不明瞭なものとに分類し、さらに古地図、古文献を用いて旧河道と堤防の交叉点とを割り出す。それによって漏水対策工事を行うというものであった。

## 著作
- 『自然災害を知る・防ぐ』古今書院　1989
- 『河川地理学』古今書院　1993
- 『河川の開発と平野』大明堂　新訂版　1993
- 『地形分類図の読み方・作り方』古今書院　1998
- 『河道変遷の地理学』古今書院　2006

## 主な研究論文
- 「岐阜県牧田川における遷急点と河岸段丘」『東京大学地理学研究』3、1954
- 「渓谷における河川の流速について-猿ヶ石川の場合-」『資源科学研究所彙報』37、1955
- 「木曽川流域濃尾平野水害地形分布図」『水害地域に関する調査研究』1956
- 「下北半島東北部の海岸地形」『資源研彙報』40、pp.16-28、1956
- 「盆地・渓谷における河川の流速」『地質學雑誌』62、pp.374、1956
- 「筑後川の山地・盆地・渓谷における流速について」『地理学評論』3、1957
- 「筑後川流域水害地形分類図」『水害地域に関する調査報告 第2部、筑後川流域における地形と水害型付図』1957
- 「下北半島の海岸地形　第2報」『資源科学研究所彙報』43-44(合併号)、pp.113-128、1957
- 「日本の干拓地の自然的特質」『地理』4(10)、pp.1257-1264、1959
- 「中川流域低湿地の地形分類と土地利用」『科学技術庁資源局資料第40号』pp.17-29、1961
- 「津波の調査」『地理』6(9)、1961
- 「東南アジアの河川」『地理』9(1)、1964
- 「ダム建設による自然の変化」『地理』11(2)、pp.7-12、1966
- 「利根川中流域の地形と洪水(共同調査・利根川水域-1-)」『人類科学』(20)、pp.1-13、1968
- 「木曽川と筑後川流域の地形、洪水、およびそれが水利用、土地利用に及ぼす影響の比較」『水利科学』12(4)、pp.23-41、1968
- 「韓国の自然(韓国)」『地理』16(11)、pp.28-34、1971
- 「国土の開発と地理学(国土の開発と地理学)」『地理』18(6)、pp.9-28、1973
- 「地形分類による関東地方の河成平野の比較研究」『日本大学地理学科五十周年記念論文集』pp.75-89、1975
- 「河川・平野の開発過程と地域性—日本および東南アジアの場合(日本の自然環境＜特集＞)」『地理』22(2)、pp.27-38、1977
- 「地形分類より見た庄内川流域平野(名古屋周辺)の特色」『早稲田大学教育学部学術研究 地理学・歴史学・社会科学編』(28)、pp.1-16、1979
- 「自然地理学の学際性と社会への貢献(学際的課題と地理学＜特集＞)」『地理』25(1)、pp.19-27、1980
- 「水害地形分類図の作成とその活用(災害マップ最新情報＜特集＞)」『地理』31(5)、pp.53-65、1986
- 「水害地形分類図とその利用」『地図』32(2)、pp.47-48、1994
- 「日本の1945-60年の水害と災害対策に対する地理学の貢献」『日本地理学会予稿集』49、pp.18-19、1996
- 「1998年長江大水害」『地理』44(4)、(521)、pp.87-93、1999
- 「木津川上流水害地形分類図-日本にもあった侵食平野の特色を中心として-」『地図』39(2)、pp.18-23、2001
- 「フィリピン国カガヤン川中流域水害地形分類図と治水計画への応用」『季刊地理学』54(3)、pp.139-150、2002
- 「東京低地の形成を考える(1)東京低地の形成と河川」『地理』48(6)、(574)、pp.86-93、2003
- 「カスリーン台風の洪水と教訓（特集 首都圏を支える日本の大河、利根川）」『地図中心』384、pp.7-9、2004